# Deli Makmur
Deli Makmur is een bestuurslaag in het regentschap Kampar van de provincie Riau, Indonesië. Deli Makmur telt 657 inwoners (volkstelling 2010).